# Olceclostera amelda
Olceclostera amelda is een vlinder uit de familie van de Apatelodidae. De wetenschappelijke naam van de soort is voor het eerst geldig gepubliceerd in 1915 door Harrison Gray Dyar.